# Cimiroti
Cimiroti so naselje v občini Gradiška, Bosna in Hercegovina. 

## Deli naselja
Brđani, Cimiroti, Gibače in Simići.

## Prebivalstvo
| Pregled števila prebivalcev po letih | Pregled števila prebivalcev po letih | Pregled števila prebivalcev po letih | Pregled števila prebivalcev po letih | Pregled števila prebivalcev po letih | Pregled števila prebivalcev po letih |
| ------------------------------------ | ------------------------------------ | ------------------------------------ | ------------------------------------ | ------------------------------------ | ------------------------------------ |
| 1948                                 | 1953                                 | 1961                                 | 1971                                 | 1981                                 | 1991                                 |
| -                                    | -                                    | -                                    | 350                                  | 369                                  | 331                                  |

| Narodna sestava prebivalstva po letih                                                                                      | Narodna sestava prebivalstva po letih                                                                                       | Narodna sestava prebivalstva po letih                                                                                      |
| --- | --- | --- |
| 1971 | 1981 | 1991 |
| . skupaj: 350 Srbi 345 (98,57 %) Muslimani 1 (0,28 %) Hrvati 0 (0,00 %) Jugoslovani 0 (0,00 %) drugi in neznano 4 (1,14 %) | . skupaj: 369 Srbi 337 (91,32 %) Hrvati 3 (0,81 %) Muslimani 0 (0,00 %) Jugoslovani 28 (7,58 %) drugi in neznano 1 (0,27 %) | . skupaj: 331 Srbi 325 (98,18 %) Hrvati 0 (0,00 %) Muslimani 0 (0,00 %) Jugoslovani 3 (0,90 %) drugi in neznano 3 (0,90 %) |